# Zehnder

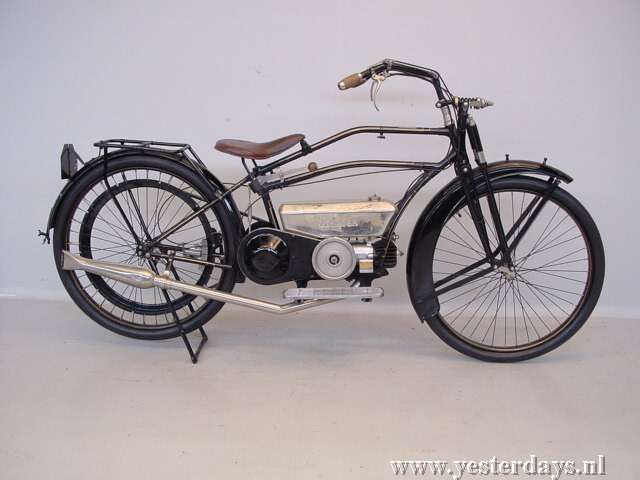
Bij de Zehnder 110 cc Sport (een "Zehnderli") uit 1923 lag de brandstoftank boven op het motorblok

Zehnder is een historisch motorfietsmerk.
J. Zehnder & Söhne AG, Maschinen & Fahrzeugfabrik, later Maschinenfabrik Gränichen AG, Gränichen bei Aarau (1923-1939).
Zwitserse firma die al in 1896 was opgericht als machinefabriek. Al snel ging men motorfietsen bouwen maar pas vanaf 1923 gebeurde dit serieus en met enig succes.
Het eerste model was toen een 120 cc tweetakt met liggende cilinder die al op de markt was gebracht door Friedrich Cockerell. Het frame was een veredeld fietsframe en het blok werd teruggebracht tot 110 cc. Er kwam al snel succes in de racerij was en de 110 cc machientjes werden in Zwitserland bijzonder populair.
Begin jaren dertig werd de fabriek overgenomen door de Duitse Standard-fabriek van Wilhelm Gutbrod, maar men bleef de "Zehnderli" motoren in Gränichen bouwen. Latere Zehnder-racemotoren hadden 124 cc tweetaktmotoren met waterkoeling. Er waren ook 148- en 247 cc tweetaktmodellen.
Later ging Zehnder in Gränichen radiatoren produceren. Nu is Zehnder een internationaal opererend bedrijf dat zich bezighoudt met onder andere (design)radiatoren en ventilatie. Het Nederlandse bedrijf J.E. StorkAir ging samenwerken met Zehnder en stond bekend als Zehnder - J.E.StorkAir. In 2015 gaat deze organisatie door onder de naam Zehnder.